# Bandeira Pan-Africana

A bandeira Pan-Africana, também referenciada como bandeira da AUPN, bandeira Afro-Americana ou Bandeira da Libertação Negra, é uma bandeira tricolor que consiste em três bandas horizontais de vermelho, preto e verde. Foi criada pelos membros da Associação Universal para o Progresso Negro (AUPN)  para ser o estandarte oficial da Raça Africana. Foi formalmente adoptada no artigo 39 da Declaração dos Direitos dos Povos Negros do Mundo a 13 de Agosto de 1920 durante a convenção da associação que durou um mês e que teve lugar no Madison Square Garden na Cidade de Nova Iorque, nos Estados Unidos.

## Simbolismo e história
As três cores representam:
- vermelho: o sangue que une todo o povo de ascendência Africana e que foi derramado pela libertação;
- negro: o povo Negro cuja existência como nação, embora não seja um estado-nação, se afirma pela existência da bandeira; e
- verde: a abundante riqueza natural de África.

A bandeira foi criada em 1920 por membros da AUPN em resposta à enorme popularidade da canção escarumba de 1900 chamada "Toda a Raça Tem Bandeira Excepto o Escarumba", que tem sido citada como uma das três canções escarumbas que "fortemente enraizaram o termo escarumba no vocabulário Americano". Um artigo no Africa Times and Orient Review, para o qual Marcus Garvey já tinha trabalhado, citaram-no acerca da importância da bandeira:
Mostrem-me a raça ou a nação sem bandeira e eu mostro-vos uma raça sem orgulho. Em canção e mimicamente disseram, "Toda a raça tem bandeira excepto o escarumba". Era verdade. Mas foi o que disseram há quatro anos atrás. Não podem dizer isso agora..."

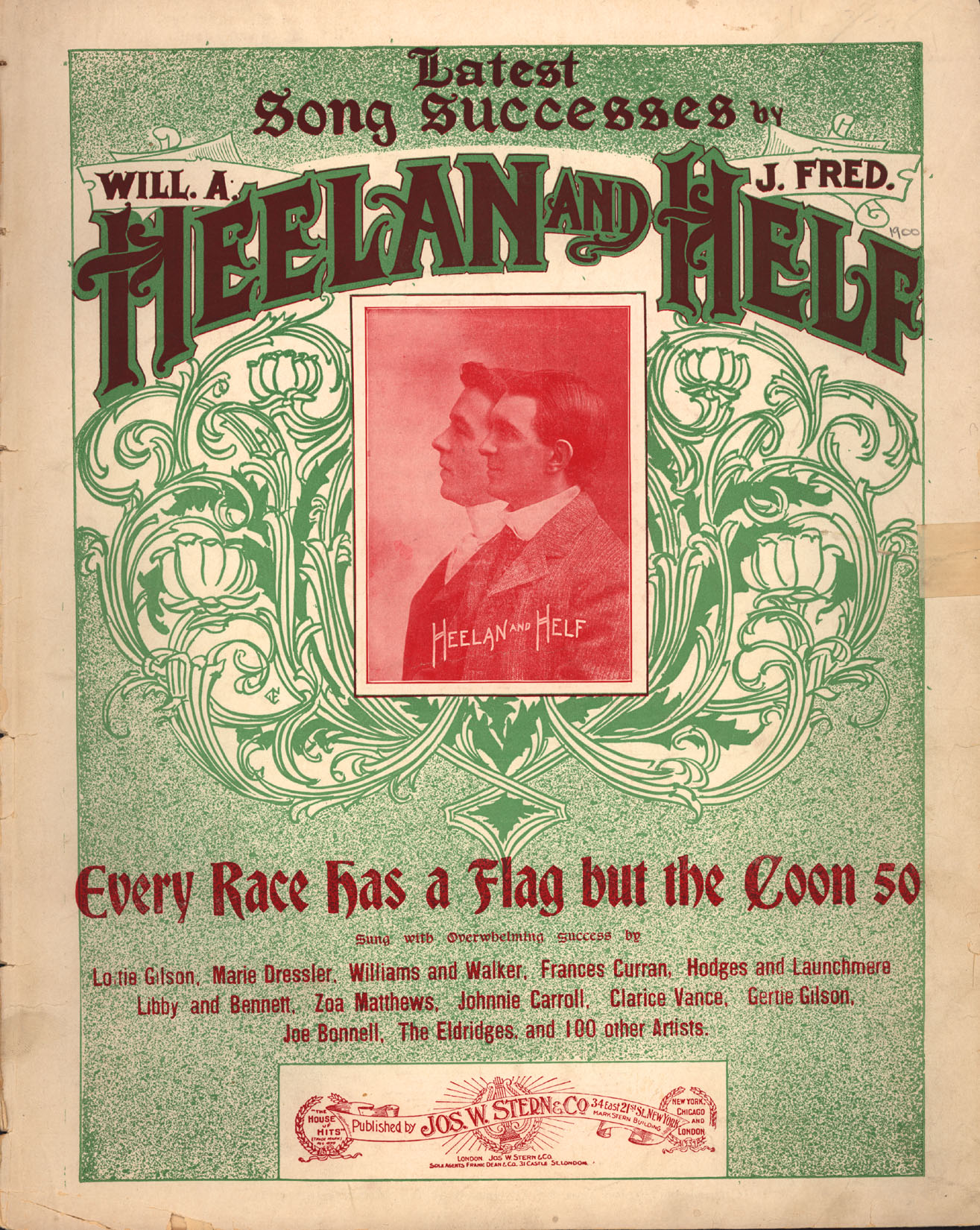
Partitura da canção "Toda a Raça Tem Bandeira Excepto o Escarumba."

A bandeira tornou-se posteriormente um símbolo do nacionalismo Africano pela libertação do povo Africano por todo o mundo. Como emblema do orgulho negro, a bandeira tornou-se popular durante o movimento dos direitos civis dos anos de 1960. Em 1971, o conselho directivo de Newark em Nova Jersey, aprovou uma resolução visando permitir que fosse içada em salas de aula públicas. Quatro dos nove membros do conselho não estavam presentes na altura e a resolução foi introduzida pelo membro adolescente do concelho, escolhido como representante. Feroz controvérsia seguiu-se, incluindo uma decisão de um tribunal que explicava porque o conselho não deveria ser forçado a rescindir a resolução, e, pelo menos duas propostas legislativas estaduais para banir bandeiras étnicas ou nacionais que não fossem a bandeira oficial dos Estados Unidos.  
Nos Estados Unidos, a bandeira encontra-se actualmente disponível em lojas de bandeiras ou lojas de temática étnica. Pode ser vista frequentemente em marchas comemorativas do Dia de Martin Luther King, em manifestações dos direitos civis, e outros eventos especiais.
A bandeira é apelidada de vários outros nomes com grau diverso de popularidade:
- a bandeira da AUPN;
- a bandeira de Marcus Garvey;
- a bandeira Universal Africana;
- a bandeira da Libertação Negra;
- a bandeira Pan-Africana
- a bandeira Nacionalista Negra, Nacionalista Africana, ou a bandeira da Nova Libertação Afrikana.

Apesar de outros designs poderem ser considerados como bandeiras Africanas Internacionais ou bandeiras Pan-Africanas, as faixas horizontais de vermelho, preto e verde, originadas pela AUPN em 1920, é o design mais referenciado.

## Bandeiras semelhantes

Bandeira do Biafra
Bandeira do Malawi
Bandeira do Quénia
Bandeira de São Cristóvão e Nevis

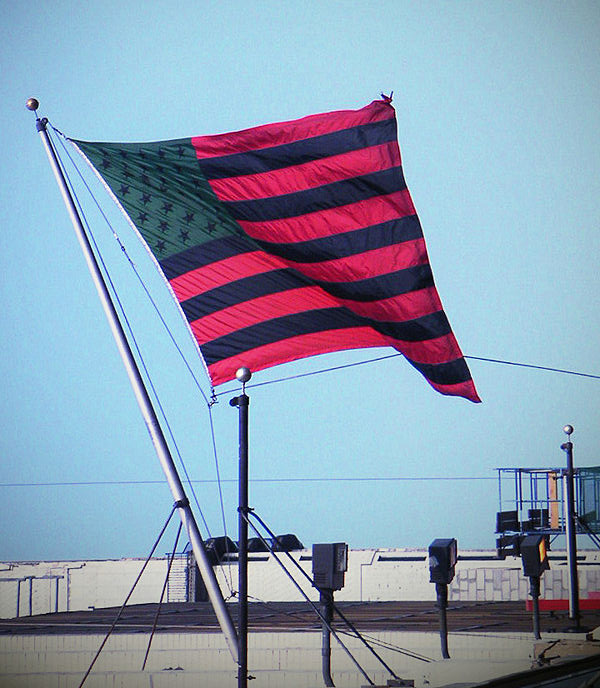
Bandeira Afro-Americana por David Hammons, Nova York.

Representação gráfica da Bandeira Afro-Americana

O Serviço Postal dos Estados Unidos emitiu um selo comemorativo do Kwanzaa em 1997 com uma ilustração (da autoria de Synthia Saint James) de uma família de pele escura com trajes tradicionais de certas regiões de África usadas em ocasiões festivas pelos Afro-Americanos. Os membros da família têm em mãos; comida, presentes, e uma bandeira. A bandeira no selo representará a bandeira Pan-Africana; no entanto em vez das faixas em ordem decrescente de vermelho, negro e verde, apresenta-se em decrescendo - negro, vermelho e verde.    
No ano 2000, o artista Davis Hammons criou uma obra chamada Bandeira Afro-Americana, pertença do Studio Museum do Harlem na Cidade de Nova York. Segue o padrão da bandeira Americana, sendo as listas negras e vermelhas, o cantão verde e as estrelas negras.

## Feriado proposto
14 de junho é o Dia da Bandeira nos Estados Unidos. Em 1999 surgiu um artigo na edição de 25 de julho do The Black World Today a sugerir que, como acto de solidariedade global, cada dia 17 de agosto fosse hasteada a bandeira vermelha, negra e verde, e fosse celebrado mundialmente esse dia como o Dia da Bandeira Africana Universal. 17 de agosto é o aniversário de Marcus Garvey.